# Jordan (stacja MTR)
Jordan (chiński: 佐敦) – jedna ze stacji MTR, systemu szybkiej kolei w Hongkongu, na Tsuen Wan Line. Została otwarta 16 grudnia 1979. Stacja jest utrzymana w kolorach ciemno- i jasnozielonych.
Nazwa stacji bierze nazwę od Jordan Road.